# Ophiologimus quadrispinus
Ophiologimus quadrispinus is een slangster uit de familie Ophiomyxidae.
De wetenschappelijke naam van de soort werd in 1925 gepubliceerd door Hubert Lyman Clark.